# Michal Papadopulos
Michal Papadopulos (in greco Μιχάλ Παπαδόπυλος?; Ostrava, 14 aprile 1985) è un ex calciatore ceco di origini greche, di ruolo attaccante.

## Carriera

### Squadre di club
Ha iniziato la sua carriera nelle giovanili del NH Ostrava per poi passare alla squadra del Football Club Baník Ostrava.
Nel luglio del 2003 è passato all'Arsenal con la formula del prestito. Nel club inglese ha disputato una sola gara in Carling Cup. Al termine della stagione è rientrato al Football Club Baník Ostrava dove ha disputato una stagione prima di essere ceduto ai tedeschi del Bayer Leverkusen.
Nella Bundesliga ha disputato due stagioni, la seconda delle quali per metà in prestito all'Energie Cottbus. Nel luglio 2008 è rientrato in patria accasandosi al FK Mladá Boleslav.
Il 15 giugno 2009 ha firmato un contratto quinquennale con il club olandese SC Heerenveen.
Nel gennaio 2011 Papadopulos approda al club russo del Žemčužina-Soči, militante nella seconda divisione nazionale.
Nel mese di agosto 2011, a causa delle difficoltà economiche del club, il giocatore viene ceduto al Rostov.

### Nazionale
Ha esordito in Nazionale il 20 agosto 2008, subentrando nel corso di un'amichevole con l'Inghilterra.

## Statistiche

### Cronologia presenze e reti in Nazionale
| Cronologia completa delle presenze e delle reti in nazionale ― Rep. Ceca | Cronologia completa delle presenze e delle reti in nazionale ― Rep. Ceca | Cronologia completa delle presenze e delle reti in nazionale ― Rep. Ceca | Cronologia completa delle presenze e delle reti in nazionale ― Rep. Ceca | Cronologia completa delle presenze e delle reti in nazionale ― Rep. Ceca | Cronologia completa delle presenze e delle reti in nazionale ― Rep. Ceca | Cronologia completa delle presenze e delle reti in nazionale ― Rep. Ceca | Cronologia completa delle presenze e delle reti in nazionale ― Rep. Ceca |
| Data                                                                     | Città                                                                    | In casa                                                                  | Risultato                                                                | Ospiti                                                                   | Competizione                                                             | Reti                                                                     | Note                                                                     |
| ------------------------------------------------------------------------ | ------------------------------------------------------------------------ | ------------------------------------------------------------------------ | ------------------------------------------------------------------------ | ------------------------------------------------------------------------ | ------------------------------------------------------------------------ | ------------------------------------------------------------------------ | ------------------------------------------------------------------------ |
| 20-8-2008                                                                | Londra                                                                   | Inghilterra                                                              | 2 – 2                                                                    | Rep. Ceca                                                                | Amichevole                                                               | -                                                                        |                                                                          |
| 10-10-2009                                                               | Praga                                                                    | Rep. Ceca                                                                | 2 – 0                                                                    | Polonia                                                                  | Qual. Mondiali 2010                                                      | -                                                                        |                                                                          |
| 14-10-2009                                                               | Praga                                                                    | Rep. Ceca                                                                | 1 – 0                                                                    | Irlanda del Nord                                                         | Qual. Mondiali 2010                                                      | -                                                                        |                                                                          |
| 15-11-2009                                                               | Al Ain                                                                   | Emirati Arabi Uniti                                                      | 0 – 0 dts (3 – 2 dtr)                                                    | Rep. Ceca                                                                | Amichevole                                                               | -                                                                        |                                                                          |
| 18-11-2009                                                               | Al Ain                                                                   | Azerbaigian                                                              | 2 – 0                                                                    | Rep. Ceca                                                                | Amichevole                                                               | -                                                                        |                                                                          |
| 3-3-2010                                                                 | Glasgow                                                                  | Scozia                                                                   | 1 – 0                                                                    | Rep. Ceca                                                                | Amichevole                                                               | -                                                                        |                                                                          |
| Totale                                                                   |                                                                          | Presenze                                                                 | 6                                                                        |                                                                          | Reti                                                                     | 0                                                                        |                                                                          |

| Cronologia completa delle presenze e delle reti in nazionale ― Rep. Ceca under 21 | Cronologia completa delle presenze e delle reti in nazionale ― Rep. Ceca under 21 | Cronologia completa delle presenze e delle reti in nazionale ― Rep. Ceca under 21 | Cronologia completa delle presenze e delle reti in nazionale ― Rep. Ceca under 21 | Cronologia completa delle presenze e delle reti in nazionale ― Rep. Ceca under 21 | Cronologia completa delle presenze e delle reti in nazionale ― Rep. Ceca under 21 | Cronologia completa delle presenze e delle reti in nazionale ― Rep. Ceca under 21 | Cronologia completa delle presenze e delle reti in nazionale ― Rep. Ceca under 21 |
| Data                                                                              | Città                                                                             | In casa                                                                           | Risultato                                                                         | Ospiti                                                                            | Competizione                                                                      | Reti                                                                              | Note                                                                              |
| --------------------------------------------------------------------------------- | --------------------------------------------------------------------------------- | --------------------------------------------------------------------------------- | --------------------------------------------------------------------------------- | --------------------------------------------------------------------------------- | --------------------------------------------------------------------------------- | --------------------------------------------------------------------------------- | --------------------------------------------------------------------------------- |
| 25-6-2004                                                                         | Kiev                                                                              | Ucraina under 21                                                                  | 3 – 1                                                                             | Rep. Ceca under 21                                                                | Amichevole                                                                        | -                                                                                 |                                                                                   |
| 18-8-2004                                                                         | Mladá Boleslav                                                                    | Rep. Ceca under 21                                                                | 0 – 0                                                                             | Grecia under 21                                                                   | Amichevole                                                                        | -                                                                                 |                                                                                   |
| 7-9-2004                                                                          | Heerenveen                                                                        | Paesi Bassi under 21                                                              | 0 – 0                                                                             | Rep. Ceca under 21                                                                | Qual. Europeo Under-21 2006                                                       | -                                                                                 |                                                                                   |
| 8-10-2004                                                                         | Mladá Boleslav                                                                    | Rep. Ceca under 21                                                                | 4 – 1                                                                             | Romania under 21                                                                  | Qual. Europeo Under-21 2006                                                       | -                                                                                 |                                                                                   |
| 13-10-2004                                                                        | Erevan                                                                            | Armenia under 21                                                                  | 0 – 4                                                                             | Rep. Ceca under 21                                                                | Qual. Europeo Under-21 2006                                                       | -                                                                                 |                                                                                   |
| 17-11-2004                                                                        | Skopje                                                                            | Macedonia under 21                                                                | 2 – 2                                                                             | Rep. Ceca under 21                                                                | Qual. Europeo Under-21 2006                                                       | -                                                                                 |                                                                                   |
| 25-3-2005                                                                         | Mladá Boleslav                                                                    | Rep. Ceca under 21                                                                | 3 – 0                                                                             | Finlandia under 21                                                                | Qual. Europeo Under-21 2006                                                       | -                                                                                 |                                                                                   |
| 6-7-2005                                                                          | Mladá Boleslav                                                                    | Rep. Ceca under 21                                                                | 2 – 0                                                                             | Macedonia under 21                                                                | Qual. Europeo Under-21 2006                                                       | 1                                                                                 |                                                                                   |
| 17-8-2005                                                                         | Jönköping                                                                         | Svezia under 21                                                                   | 1 – 1                                                                             | Rep. Ceca under 21                                                                | Amichevole                                                                        | -                                                                                 |                                                                                   |
| 3-9-2005                                                                          | Năvodari                                                                          | Romania under 21                                                                  | 0 – 0                                                                             | Rep. Ceca under 21                                                                | Qual. Europeo Under-21 2006                                                       | -                                                                                 |                                                                                   |
| 7-9-2005                                                                          | Uherské Hradiště                                                                  | Rep. Ceca under 21                                                                | 6 – 0                                                                             | Armenia under 21                                                                  | Qual. Europeo Under-21 2006                                                       | 2                                                                                 |                                                                                   |
| 7-10-2005                                                                         | Mladá Boleslav                                                                    | Rep. Ceca under 21                                                                | 2 – 4                                                                             | Paesi Bassi under 21                                                              | Qual. Europeo Under-21 2006                                                       | -                                                                                 |                                                                                   |
| 3-1-2006                                                                          | Smirne                                                                            | Turchia under 21                                                                  | 1 – 0                                                                             | Rep. Ceca under 21                                                                | Amichevole                                                                        | -                                                                                 |                                                                                   |
| 15-8-2006                                                                         | Kroměříž                                                                          | Rep. Ceca under 21                                                                | 0 – 1                                                                             | Serbia under 21                                                                   | Amichevole                                                                        | -                                                                                 |                                                                                   |
| 2-9-2006                                                                          | Famagosta                                                                         | Cipro under 21                                                                    | 0 – 2                                                                             | Rep. Ceca under 21                                                                | Qual. Europeo Under-21 2007                                                       | -                                                                                 |                                                                                   |
| 6-9-2006                                                                          | Uherské Hradiště                                                                  | Rep. Ceca under 21                                                                | 2 – 1                                                                             | Bielorussia under 21                                                              | Qual. Europeo Under-21 2007                                                       | -                                                                                 |                                                                                   |
| 6-10-2006                                                                         | Jablonec nad Nisou                                                                | Rep. Ceca under 21                                                                | 2 – 1                                                                             | Bosnia ed Erzegovina under 21                                                     | Qual. Europeo Under-21 2007                                                       | -                                                                                 |                                                                                   |
| 10-10-2006                                                                        | Sarajevo                                                                          | Bosnia ed Erzegovina under 21                                                     | 1 – 1                                                                             | Rep. Ceca under 21                                                                | Qual. Europeo Under-21 2007                                                       | -                                                                                 |                                                                                   |
| 14-11-2006                                                                        | Frosinone                                                                         | Italia under 21                                                                   | 0 – 0                                                                             | Rep. Ceca under 21                                                                | Amichevole                                                                        | -                                                                                 |                                                                                   |
| 6-2-2007                                                                          | Alcanena                                                                          | Rep. Ceca under 21                                                                | 2 – 0                                                                             | Slovenia under 21                                                                 | Amichevole                                                                        | -                                                                                 |                                                                                   |
| 8-2-2007                                                                          | Abrantes                                                                          | Portogallo under 21                                                               | 1 – 1 dts (4 – 1 dtr)                                                             | Rep. Ceca under 21                                                                | Amichevole                                                                        | -                                                                                 |                                                                                   |
| 27-3-2007                                                                         | Düsseldorf                                                                        | Germania under 21                                                                 | 1 – 0                                                                             | Rep. Ceca under 21                                                                | Amichevole                                                                        | -                                                                                 |                                                                                   |
| 14-6-2007                                                                         | Nimega                                                                            | Rep. Ceca under 21                                                                | 0 – 1                                                                             | Serbia under 21                                                                   | Europeo Under-21 2007 - 1º Turno                                                  | -                                                                                 |                                                                                   |
| 17-6-2007                                                                         | Arnhem                                                                            | Italia under 21                                                                   | 3 – 1                                                                             | Rep. Ceca under 21                                                                | Europeo Under-21 2007 - 1º Turno                                                  | 1                                                                                 |                                                                                   |
| Totale                                                                            |                                                                                   | Presenze                                                                          | 23                                                                                |                                                                                   | Reti                                                                              | 4                                                                                 |                                                                                   |

| Cronologia completa delle presenze e delle reti in nazionale ― Rep. Ceca under 20 | Cronologia completa delle presenze e delle reti in nazionale ― Rep. Ceca under 20 | Cronologia completa delle presenze e delle reti in nazionale ― Rep. Ceca under 20 | Cronologia completa delle presenze e delle reti in nazionale ― Rep. Ceca under 20 | Cronologia completa delle presenze e delle reti in nazionale ― Rep. Ceca under 20 | Cronologia completa delle presenze e delle reti in nazionale ― Rep. Ceca under 20 | Cronologia completa delle presenze e delle reti in nazionale ― Rep. Ceca under 20 | Cronologia completa delle presenze e delle reti in nazionale ― Rep. Ceca under 20 |
| Data                                                                              | Città                                                                             | In casa                                                                           | Risultato                                                                         | Ospiti                                                                            | Competizione                                                                      | Reti                                                                              | Note                                                                              |
| --------------------------------------------------------------------------------- | --------------------------------------------------------------------------------- | --------------------------------------------------------------------------------- | --------------------------------------------------------------------------------- | --------------------------------------------------------------------------------- | --------------------------------------------------------------------------------- | --------------------------------------------------------------------------------- | --------------------------------------------------------------------------------- |
| 15-5-2006                                                                         | Tolone                                                                            | Rep. Ceca under 20                                                                | 0 – 0                                                                             | Cina under 20                                                                     | Torneo di Tolone                                                                  | -                                                                                 |                                                                                   |
| 17-5-2006                                                                         | Hyères                                                                            | Portogallo under 20                                                               | 2 – 0                                                                             | Rep. Ceca under 20                                                                | Torneo di Tolone                                                                  | -                                                                                 |                                                                                   |
| 19-5-2006                                                                         | Aubagne                                                                           | Rep. Ceca under 20                                                                | 0 – 2                                                                             | Argentina under 20                                                                | Torneo di Tolone                                                                  | -                                                                                 |                                                                                   |
| Totale                                                                            |                                                                                   | Presenze                                                                          | 3                                                                                 |                                                                                   | Reti                                                                              | 0                                                                                 |                                                                                   |

## Palmarès

### Club

#### Competizioni nazionali
- Campionato inglese: 1

Arsenal: 2003-2004
- Coppa della Repubblica Ceca: 1

Baník Ostrava: 2004-2005
- Campionato polacco: 1

Piast Gliwice: 2018-2019